# Президентські вибори в Латвії 2023
Непрямі президентські вибори у Латвії пройшли 31 травня 2023 року. У третьому раунді перемогу здобув Едгарс Рінкевичс.
Президента Латвії обирають у Сеймі. Висування кандидатів на посаду президента розпочалося 9 травня і завершиться 14 травня. Вибори президента відбудуться в Сеймі в останній день травня. Чинний президент Егілс Левітс ухвалив рішення не балотуватися на другий термін.

## Тло, перебіг подій
Наприкінці 2022 року політолог та історик Гатіс Круміньш заявив, що президентські вибори 2023 року можуть викликати розбіжності у другому уряді Каріньша та потенційно призвести до його падіння через розбіжності з приводу того, хто має бути кандидатом у президенти. Зрештою, не зумівши дійти згоди щодо кандидата, три урядові партії — «Нова єдність», «Об'єднаний список» і «Національне об'єднання» — висунули двох кандидатів у президенти, обох у квітні 2023 року. «Об'єднаний список» висунули свого кандидата — засновника партії, підприємця Улдіса Пілена, в той час, як «Єдність» і «Національне об'єднання» підтримали переобрання чинного президента Егілса Левітса.

## Система обрання
Перед першим туром президентських виборів представлені у Сеймі політичні партії висувають свого кандидата.
Президент обирається у першому турі, якщо отримує абсолютну більшість депутатів, тобто, 51 голос зі 100.
У разі необрання у першому турі, організується ще один тур із тими самими чи іншими кандидатами на тих самих умовах. Якщо ніхто не обраний, проводяться інші тури, допоки кандидат не набере 51 голос і не стане президентом Латвії. Голова Сейму очолює колегію виборців.

## Кандидати
Коаліційна партія «Об'єднаний список» висунули свого очільника Улдіса Піленса.
Соціал-демократична партія «Progresivie» висуває своїм кандидатом у президенти Еліну Пінто.
Чинний президент Латвії з 2019 року Егілс Левітс оголосив про свою кандидатуру 19 квітня 2023 року на спільній пресконференції з прем'єр-міністром Кріш'янісом Каріньшем із партійного альянсу «Нова єдність», який висловив свою підтримку переобранню Левітса. Національний альянс раніше також заявляв, що підтримає та офіційно висуне Левітса на виборах до Сейму.
Офіційне висування кандидатів на пост президента в Сеймі розпочалося 10 травня, де Піленс першим висунув свою кандидатуру. Однак того ж дня Левітс несподівано вирішив не брати участь у виборах, оскільки коаліція розділилась у його підтримці. У такій ситуації, на його думку, існує ризик, що вирішальні голоси на виборах належатимуть партіям, які не представляють латиський і прозахідний курси Латвії.
«Переобрання на другий термін не є для мене самоціллю. Беручи до уваги коаліцію, що фактично формується нині, з прокремлівськи орієнтованими і пов'язаними з олігархами політичними силами, я ухвалив рішення не брати участь у президентських виборах 31 травня», — додав він. Одночасно він закликав зняти свою кандидатуру Улдіса Піленса — іншого кандидата, якого підтримує коаліційна партія «Об'єднаний список». На його думку, це дозволить коаліції узгодити єдиного кандидата на пост президента "в інтересах Латвійської держави.
11 травня провідна партія коаліції Латвії «Нова єдність» висунула міністра закордонних справ Едгарса Рінкевичса кандидатом у президенти на виборах. За словами Каріньша, на посаді голови МЗС Рінкевичс допоміг зміцнити позиції Латвії не тільки у сфері військової безпеки, а й у відносинах із партнерами, а з урахуванням досвіду дипломатичної роботи знає «гравців з інших країн».

## Результати

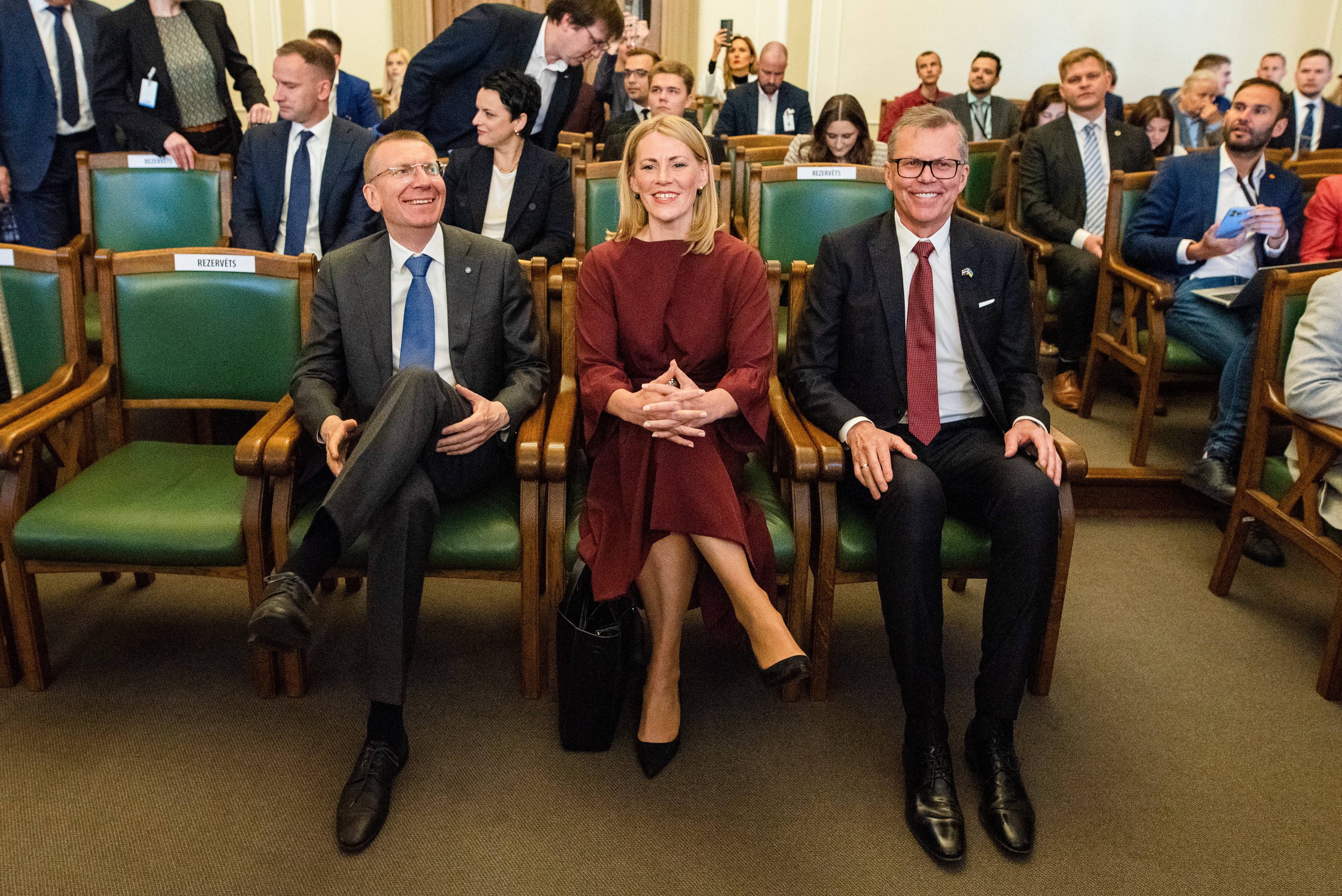
Кандидати Едгарс Рінкевичс, Еліна Пінто та Улдіс Піленс в день виборів

### 1 тур
| Кандидат         | За | Проти |
| ---------------- | -- | ----- |
| Едгарс Рінкевичс | 42 | 45    |
| Улдіс Піленс     | 25 | 62    |
| Еліна Пінто      | 10 | 77    |

### 2 тур
| Кандидат         | За | Проти |
| ---------------- | -- | ----- |
| Едгарс Рінкевичс | 42 | 45    |
| Улдіс Піленс     | 25 | 62    |
| Еліна Пінто      | 10 | 77    |

### 3 тур
| Кандидат         | За | Проти |
| ---------------- | -- | ----- |
| Едгарс Рінкевичс | 52 | 35    |
| Улдіс Піленс     | 25 | 62    |